# صيف قاس (فلم)
صيف قاس هو فيلم قصير من قبل الموسيقار الأمريكي كانييه ويست. من إنتاج شركة جيدة وجوناثان ليا. عرض الفيلم لأول مرة في مهرجان كان السينمائي وأظهر منافسة.
تم إنشاء جناح مخصص على شكل هرم فحص لأول مرة في الفيلم والتي صممتها الشركات المفاهيمية دوندا أوما و 2 X4. شهد المسرح سبع شاشات - ثلاثة في المقدمة وواحدة على الأرض وواحدة على السقف وواحدة على الجانب الأيمن والأيسر من الفضاء وقد استلهم من قبل معرض بربري بكين في عام 2011 في العام السابق والتي ظهرت ثمانية شاشات منها ثلاثة في الأمام والخلف وواحدة على اليسار وواحدة على اليمين على السقف. تم تصويره على كرويل سومر باستخدام جهاز تصوير متخصص للكاميرا مما سمح للمخرجين أخذ زوايا متعددة في وقت واحد. هذا النمط من التصوير أصبح يعرف منذ ذلك الحين باسم «تجربة الشاشات السبع».
الفيلم مستوحى من الألبوم الذي يحمل نفس الاسم من قبل شركة غود ميوزك. وصف بأنه «مزيج من الفيلم القصير والفن» مع صحيفة لوس انجليس تايمز ذكرت عن صيف قاس بأن لديه «تضخيم جودة الصوت المحيطي الذي يجعل 3-D جهد مايكل باي يشعر وكأنه آي باد قصير». حتى اليوم لم يتم عرض الفيلم على الإنترنت أو من خلال أي منصة وسائل الإعلام.

## القصة
يقع رفيع (كيد كودي) لص السيارات الراقية في حب أميرة عربية عمياء الذي والدها (علي سليمان) لا يسمح لهم بالزواج منها إلا بعد المرور بسلسلة من ثلاثة تحديات. تستند القصة إلى الحكايات الشعبية العربية القديمة وتتوج القصة بتحدي نهائي حيث يجب على رفيع أن يعالج عمى الأميرة من أجل كسب رفيقتها.

## الخلفية
سافر مبعوثو فريق ويست إلى دبي وأبوظبي والدوحة في قطر في يناير 2012 للبدء في مرحلة ما قبل الإنتاج الأولي. التقوا مع مسؤولين حكوميين بارزين ومديرين تنفيذيين خاصين في كل مكان لتأمين التمويل وتصاريح التصوير.
ظهر في وقت لاحق أن «صيف قاس» سيتم التصوير حصرا في الدوحة عاصمة قطر. تم إعداد هذا المشروع بالتعاون مع معهد الدوحة للأفلام وهي منظمة للتمويل الثقافي والأفلام ترأسها المياسة بنت حمد بن خليفة آل ثاني وهي عضو في العائلة المالكة القطرية آل ثاني وابنة أمير قطر حمد بن خليفة آل ثاني.
سارة أ. وهي ممثلة قطرية لم يسبق لها التمثيل تؤدي دور البطولة النسائية في «صيف قاس». لم يحدث من قبل أن لعبت امرأة قطرية دور البطولة في فيلم في تاريخ البلاد.
تم إنتاج الفيلم في منتصف أبريل قبل شهر واحد فقط من العرض الأول للفيلم خلال مهرجان كان السينمائي. بعد ذلك تم إجراء عملية التحرير والتحرير لاحقا في مدينة نيويورك.
وصف ويست مشروع الشاشة السبعة بأنه محاولة «لتغيير تجارب الترفيه مثلما لو كان ماكوين أو ترسيم يلبي قيمة الترفيه في سيرك دو سوليه أو والت ديزني».

## التعليقات
تلقى صيف قاس مراجعات إيجابية. دعت هوليوود ريبورتر الفيلم ب«الرائد» وقالوا «اتضح بأن كاني ويست لم يرغب فقط في جعل فيلم قصير بل يريد أن يغير تماما الطريقة التي يتم فيها مشاهدة الأفلام». كتبت صحيفة لوس أنجلوس تايمز أن الفيلم يحتوي على «موسيقى جديدة من ويست وجودة صوت محيطي مضطربة تجعل من عمل مايكل باي ثلاثي الأبعاد يشعر وكأنه جهاز آي باد قصير». صور صيف قاس على كاميرات متعددة وشاشة تقدم منظورا مختلفا عن العمل. علقت مجلة رولينغ ستون على أن العمل يحتوي على «الكثير من الصور المذهلة» وأشادت ب«الإحساس البصري الكبير» في ويست.